# Aspiolucius esocinus
Aspiolucius esocinus é uma espécie de peixe actinopterígeo da família Cyprinidae.
Pode ser encontrada nos seguintes países: Cazaquistão, Tadjiquistão, Turquemenistão e Uzbequistão.